# الحيمة (السعودية)
الحيمة تتبع إداريا لخميس مشيط بمنطقة عسير في المملكة العربية السعودية, يغلب عليها طابع البادية، يسكنها بنو ثعلبة بللحمر، بها أول مدرسة نموذجية بعسير، وتحتوي على أقدم قرية تراثية بمنطقة عسير، تسمى قديما بوابة الشرق, وهي أول الحصون التي كانت تواجه المعارك قبل توحيد المملكة العربية السعودية على يد المؤسس الملك عبدالعزيز بن عبدالرحمن آل سعود.